# Strobilanthes violaceus
Strobilanthes violaceus är en akantusväxtart som beskrevs av Richard Henry Beddome. Strobilanthes violaceus ingår i släktet Strobilanthes och familjen akantusväxter. Inga underarter finns listade i Catalogue of Life.